# Thomas Boyken
Thomas Boyken (* 1980 in Westerstede) ist ein deutscher Germanist.

## Leben
Von 2001 bis 2006 studierte er Germanistik und Sportwissenschaften an der Carl von Ossietzky Universität Oldenburg. Nach der Promotion 2012 war er von 2012 bis 2019 Juniordozent (W1) am Deutschen Seminar der Eberhard Karls Universität Tübingen. 2019 erhielt er den Ruf auf die Juniorprofessor für Kinder- und Jugendliteratur am Institut für Germanistik der Carl von Ossietzky Universität Oldenburg. Seit 2023 ist er dort Professor für Kinder- und Jugendliteratur.

## Schriften (Auswahl)
- mit Jan Traphan: Wenn ich auf eine Lösung stoße, ist der Text zu Ende. Werkstattgespräch mit Antje Rávic Strubel. Oldenburg: Frühwerk 2008, ISBN 978-3-941295-04-9.
- „So will ich dir ein männlich Beispiel geben“. Männlichkeitsimaginationen im dramatischen Werk Friedrich Schillers. Würzburg: Königshausen & Neumann 2014, ISBN 3-8260-5296-X.
- Medialität des Erzählens. Die Wiederentdeckung des Buches im Roman. Göttingen: Wallstein 2020, ISBN 3-8353-3545-6.
- mit Nikolas Immer: Nachkriegslyrik. Poesie und Poetik zwischen 1945 und 1960. Tübingen: utb [Narr Francke Attempto] 2020, ISBN 978-3-8252-5402-5.